# Textile Paracas
Pour les articles homonymes, voir Paracas.

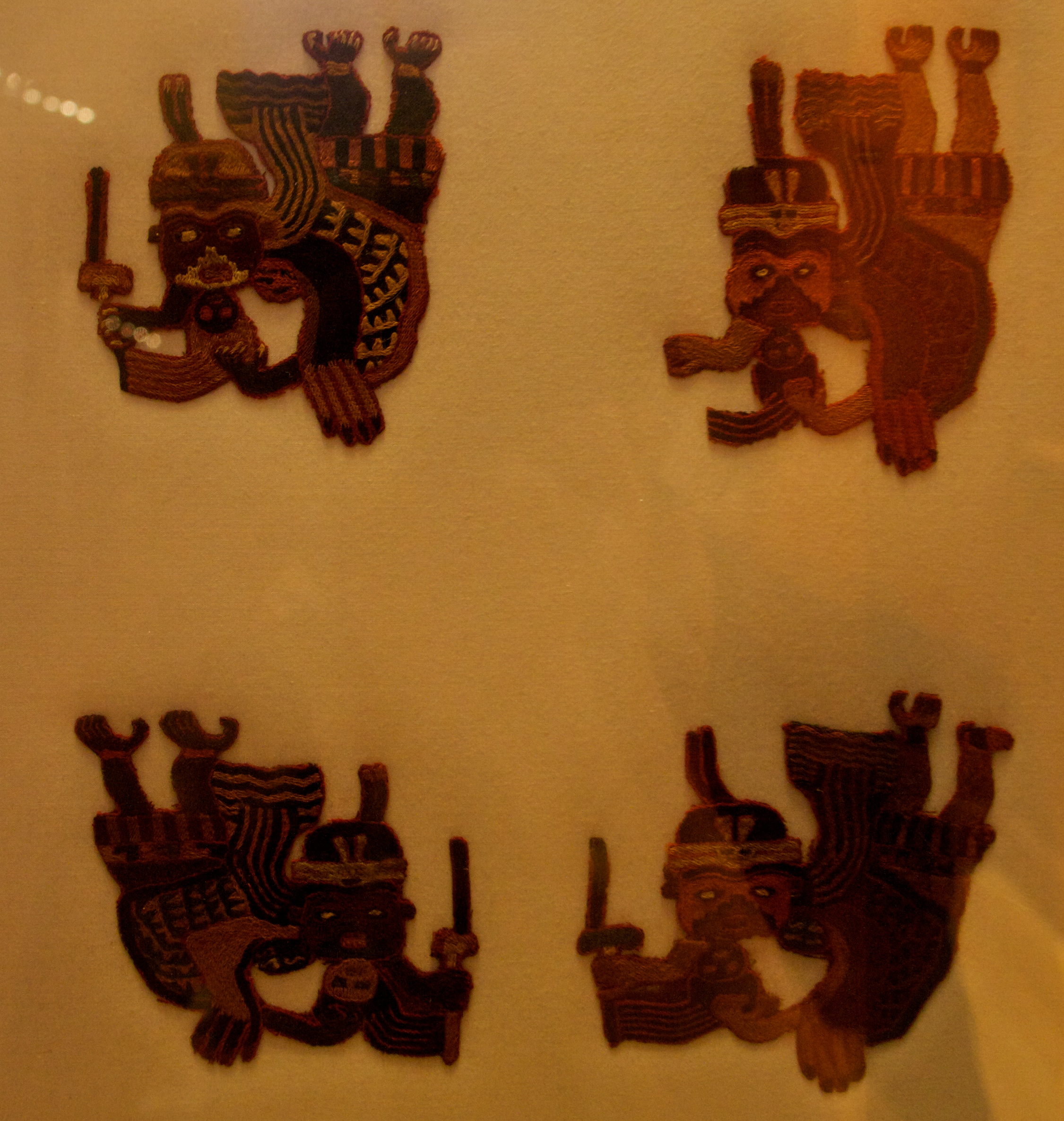
Textile paracas au British Museum

Les textiles « Paracas » ont été découverts par Julio Tello dans une nécropole souterraine située sur la presqu'île de Paracas au Pérou dans les années 1920. La nécropole contenait 420 cadavres momifiés enveloppés dans des tissus brodés et datant des années 200 à 300 av. J.-C. Les exemplaires détenus par le British Museum montrent des chamanes battant des ailes et qui tiennent par les cheveux des têtes coupées.

## Description
Ces toiles, dont certaines dépassent 34 m de long, sont faites d'un mélange de poils d'animaux (probablement alpaga ou lama) et de fibres textiles (coton) fabriquées puis brodées par les habitants de cette région d'Amérique du Sud avant l'avènement des Incas ou des Aztèques. Elles sont de couleurs vives et montrent des connaissances à la fois en conception et en présentation. Les sujets de ces toiles sont des créatures surnaturelles ou chamanes qui utilisent leurs mains pour tenir des têtes humaines coupées tandis que leurs ailes les transportent comme des oiseaux. Elles pourraient servir à représenter leur transport vers l'autre monde par des esprits ou les esprits eux-mêmes assurant le transport. En plus de donner un aperçu de la vie rituelle des Paracas, les textiles représentent de nombreux animaux et témoignent des liens existants entre les Paracas et leur environnement.
Les personnes qui ont créé ces textiles avaient une société complexe. Il existe des preuves qu'ils savaient faire de la poterie, pêcher et cultiver la terre. Il y avait parmi elles des artisans qui pouvaient fabriquer des couteaux en obsidienne, des bijoux en or ainsi que maîtriser toutes les complexités du tissage.

## Réalisation

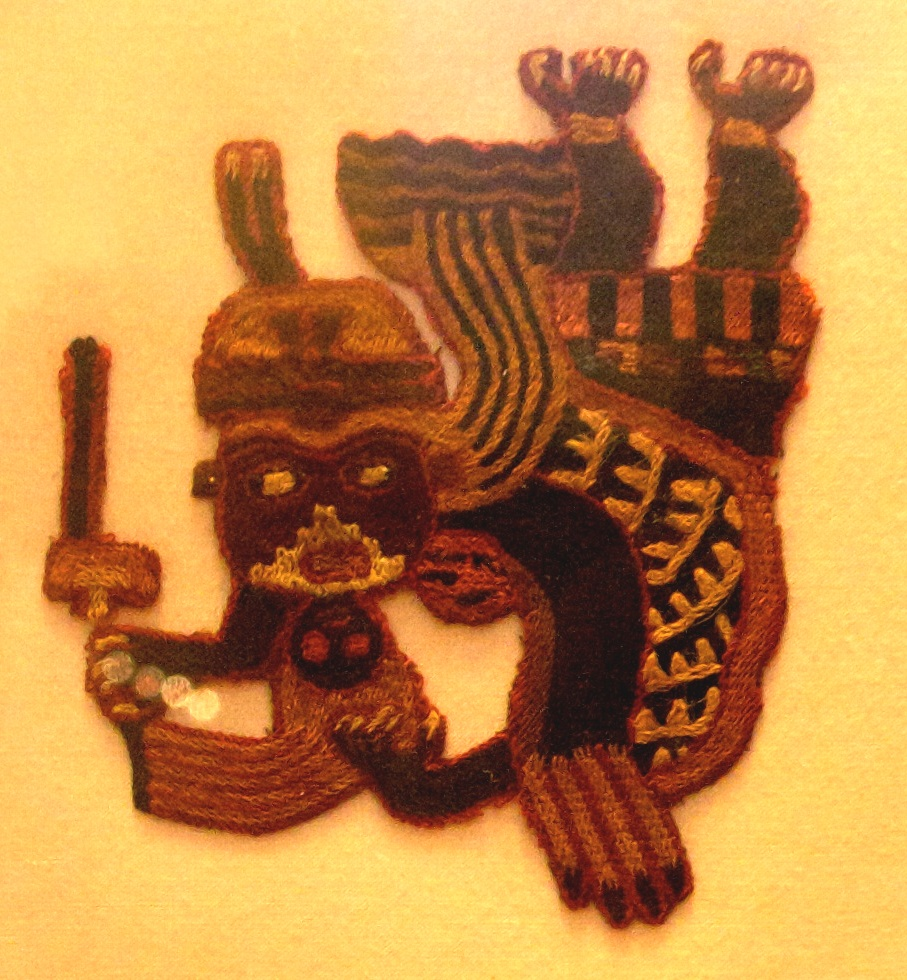
Un chamane portant un couteau et une tête

Les textiles ont été fabriqués à partir de laine et de coton. La laine vient sans doute d'alpaga ou de lama, camélidés laineux importants en Amérique du Sud. Ils ont été teints avec des colorants naturels qui, exceptionnellement, ont gardé leur couleur pendant plus de 2 000 ans. La préservation des couleurs est attribuée à la sécheresse de la région combinée à l'absence de dommages généralement causés par le soleil puisque les textiles funéraires étaient enterrés.
Les fragments illustrés ici proviennent de grands morceaux de tissu utilisés au départ pour envelopper les corps des morts. Ces toiles mesuraient jusqu'à 34 mètres de long et il a fallu un nombre important de personnes pour les réaliser. Les corps ont été retrouvés en groupes de 40 à 50 individus comme s'il s'agissait de caveaux de famille qui avaient été utilisés par plusieurs générations.
Une des caractéristiques inhabituelles des crânes qui ont été retrouvés est que beaucoup d'entre eux étaient déformés de façon inhabituelle. Cette déformation a été obtenue en attachant des planches et des poids au crâne pour qu'il s'allonge. D'autres déformations sont dues à des trépanations où des trous ont été percés dans le crâne de gens vivants. L'inspection de ces crânes montre que ces trous était cicatrisés ce qui prouve que les patients ne mouraient pas quand ce processus leur étaient appliqué. Le Museo Regional de Ica expose deux de ces crânes et les textiles qui ont été trouvés autour d'eux.

## Provenance

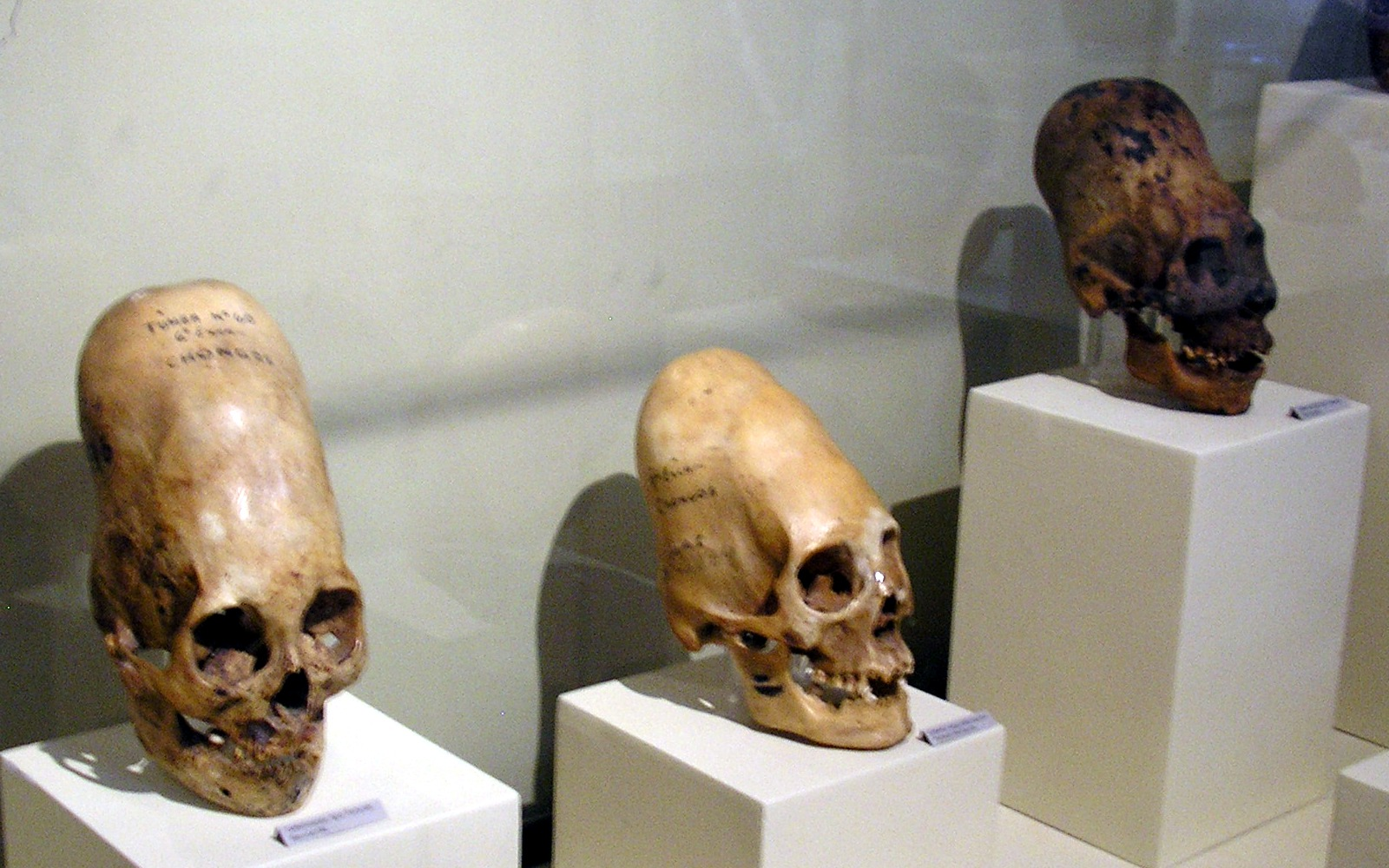
Deux crânes exposés au Museo Regional de Ica.

La nécropole a été découverte par Julio C. Tello dans les années 1920. Tello a découvert le site le 26 juillet 1925 après des recherches qui avaient commencé en 1915 quand il avait acheté des textiles anciens à Pisco, au Pérou. Le 25 octobre 1927, Tello et son équipe ont découvert le premier groupe de centaines de sépultures contenant ces corps momifiés. Tello a découvert notamment une nécropole contenant des cadavres assis dans des paniers. Chacun des corps était entouré par une grande toile de coton décorée de broderies en laine. En 1928, on a commencé à les retirer de là pour éviter de les voir volées.
Un musée construit à cet effet a été construit près de Paracas à la demande du président Benevides qui, en août 1938, a autorisé Tello à construire un musée pour abriter les 380 toiles que Tello et son personnel avaient récupérées. Ils ont pu en exposer plus de 180. Leur conservation a été financée par la Fondation Rockefeller.
Les broderies représentées dans l'article sont des fragments d'un grand morceau de tissu qui a été découpé, avant d'être achetés par le British Museum. Aujourd'hui ils ne sont montrés qu'en lumière réduite coincés entre un support et du plexiglas.

## Restauration et conservation des tissus
Les textiles Paracas sont d’une conservation rarement égalée et un certain nombre d’entre eux ont pu bénéficier de restaurations. En effet, en plus de la détérioration naturelle due au temps, la destruction humaine, notamment à travers les pillages et les méthodes de fouille destructives de l’époque a endommagé un certain nombre d’objets archéologiques. Seulement un petit nombre des tissus mis au jour ont été exposés à l’heure actuelle et la plupart des fardeaux non ouverts restent stockés dans les caves des instituts.[réf. souhaitée]
Pour ce qui est de la restauration, tout d’abord la pièce est débarrassée des traces des  précédentes consolidations et nettoyée à l’aide d’une aspiration douce, puis d’un travail plus minutieux à l’aide de  pinceaux. L’eau est parfois utilisée pour retirer les dernières  impuretés mais en aucun cas de l’alcool distillée ou des produits  chimiques ne sont appliqués sur les tissus pour ne pas altérer  les couleurs. Les fibres sont ensuite consolidées mais les  espaces manquants ne sont pas recréés; Cette étape n’est  réalisée qu'à la suite d’une étude approfondie des autres tissus  avec une meilleure conservation. C’est ainsi que les  restaurateurs arrivent à obtenir ce genre de résultats qui  permettent une meilleure appréciation des textiles.

## Histoire du Monde
Ces toiles du British Museum ont été choisies pour être l'un des 100 objets de la série de programmes radio l'Histoire du Monde en 100 objets qui a commencé en 2010 et qui a été créée en partenariat entre la BBC et le British Museum.